# Punto tipográfico

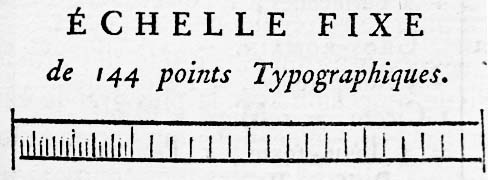
Escala de puntos tipográficos de Pierre Simon Fournier en su libro Manuel Typographique, 1764

El punto tipográfico, es la unidad de medida más pequeña utilizada en tipografía y composición de publicaciones, a partir de la cual se dimensiona todo lo relacionado con el mundo tipográfico. Su símbolo es pt. Doce puntos tipográficos equivalen a la cantidad o valor principal, tanto en ámbitos continentales europeos (donde se denomina cícero) como británicos y americanos (y en algunos países hispanoamericanos, donde se llama pica). 
Lamentablemente, debido a los distintos orígenes históricos (de tiempos de los tipos de fundición y organizados por impresores de mediados del siglo XVIII, cuando todavía no existía una unidad de medida internacional de longitud), una pica no equivale a un cícero porque los puntos tipográficos anglosajones son ligeramente más pequeños que los continentales. En el sistema continental europeo, dominado por los impresores franceses (sistema Didot), estos tomaron como base de medida el pie francés. Entonces, un punto equivale a 376 micrómetros (en el ajuste actual, exactamente 0,376065 mm a la temperatura de 20 °C). Sin embargo, en el sistema anglosajón (y en varios países hispanoamericanos), que no adoptaron el sistema Didot, el punto tipográfico se basa en la pulgada inglesa y un punto corresponde a 351 micrómetros (en el ajuste actual, exactamente 0,3514729 mm, equivalente a unos 351,5 micrómetros). Este es el tamaño de punto tipográfico, o punto TeX, original del llamado TeX, un sistema de tipografía informática diseñado por Donald E. Knuth antes de la aparición del sistema PostScript, que por la popularidad alcanzada por la publicación de escritorio computarizada (desktop publishing o DTP), ha desbancado a todos los anteriores sistemas.
El punto tipográfico al cual se refieren todos los manuales de ofimática a partir de la década de 1980 es el llamado punto DTP, que es igual a 1/72 pulgadas, o 352,777... micrómetros.

## Historia
Antiguamente, cada fundidor daba una medida distinta a los tipos que fabricaba, según escalas de medida arbitrarias denominadas grados. Fue el fundidor francés Pierre Simon Fournier (el Joven) el primero en unificar las distintas medidas en 1742. Para ello, escogió el tipo más pequeño, el nomparell, y lo dividió en seis partes, a las que llamó «puntos». Al doble del nomparell (12 puntos) la denominó «cícero». El punto Fournier tenía 0,35 mm y la altura del tipo era 22,05 mm. A pesar de los esfuerzos de Fournier, su sistema de medidas nunca llegó a ponerse en práctica en la industria tipográfica.
En 1760, François Ambroise Didot, miembro de una célebre dinastía francesa de impresores, perfeccionó el sistema de medida. No se basó en ningún tipo existente, como había hecho Fournier, sino en el nonio, o «pie del rey». El punto tipográfico de Didot equivale exactamente a dos puntos de nonio. Este sistema, llamado Didot, fue adoptado por la mayor parte del mundo, salvo Inglaterra, Estados Unidos y algunos países hispanoamericanos, que emplean la pica (y el punto de pica) como unidad de medida.
Por otra parte, tanto en el Reino Unido, territorios de la Commonwealth como en Estados Unidos, la unidad tipométrica de referencia fue la del punto pica, de 0,3514 mm. En 1919, la empresa inglesa Monotype adoptó  este punto angloamericano.
Todas estas unidades de medición tipográfica cedieron paso al punto DTP o punto Postscript, a partir de la irrupción de la tecnología digital, a mediados de la década de 1980.